# 石川博樹
石川 博樹（いしかわ ひろき、1973年5月 - ）は、日本の歴史学者。専門はエチオピア史。
東京外国語大学アジア・アフリカ言語文化研究所准教授。博士（文学）。

## 学歴
- 1997年3月 - 東京大学文学部東洋史学科卒業
- 1999年3月 - 東京大学大学院人文社会系研究科アジア文化研究専攻修士課程修了
- 2004年3月 - 東京大学大学院人文社会系研究科アジア文化研究専攻博士課程単位取得退学
- 2007年9月 - 博士（文学）学位取得

## 職歴
- 1999年4月 - 日本学術振興会特別研究員【DC1】
- 2004年4月 - 日本学術振興会特別研究員【PD】
- 2005年4月 - 東京女学館大学 非常勤講師
- 2008年4月 - 東京大学文学部東洋史学研究室 副手
- 2009年4月 - 東京外国語大学アジア・アフリカ言語文化研究所 助教
- 2013年4月 - 同 准教授

## 著書
- ソロモン朝エチオピア王国の興亡―オロモ進出後の王国史の再検討、山川出版社、2009

| スタブアイコン | サブスタブ | この項目は、まだ閲覧者の調べものの参照としては役立たない、人物に関連した書きかけの項目です。この項目を加筆・訂正などしてくださる協力者を求めています（P:人物伝/PJ:人物伝）。 |